# Changis-sur-Marne
Changis-sur-Marne település Franciaországban, Seine-et-Marne megyében. Lakosainak száma 1352 fő (2022. január 1.). Changis-sur-Marne Saint-Jean-les-Deux-Jumeaux, Ussy-sur-Marne, Armentières-en-Brie és Jaignes községekkel határos.

## Népesség
A település népességének változása:
| Lakosok száma | 1107 | 1136 | 1215 | 1261 | 1320 | 1349 | 1372 | 1386 | 1352 |
|               | 2013 | 2015 | 2016 | 2017 | 2018 | 2019 | 2020 | 2021 | 2022 |